# Mario Pfeifer
Mario Pfeifer (* 3. November 1981 in Dresden) ist ein deutscher Filmemacher, Filmproduzent und Videokünstler.

## Leben
Mario Pfeifer studierte ab 2003 Fotografie und Medien an der Hochschule für Grafik und Buchkunst Leipzig bei Astrid Klein, ab 2005 an der Universität der Künste Berlin bei Stan Douglas und ab 2007 an der Staatlichen Hochschule für Bildende Künste – Städelschule, wo er 2008 bei Professor Willem de Rooij abschloss. Anschließend war Mario Pfeifer Stipendiat des Fulbright-Programms, in dessen Rahmen er am California Institute of the Arts arbeitete. 2011 und 2013 war Mario Pfeifer Stipendiat des DAAD in den USA.
2023 gewann er mit seinem Kurzfilm Zelle 5 – Eine Rekonstruktion den Hessischen Filmpreis und mit den Deutschen Menschenrechts-Filmpreis 2024 gewürdigt. 2019 war er Preisträger des Stipendiums für Medienkunst der Stiftung Niedersachsen am Edith-Russ-Haus, Oldenburg.
Seine Arbeiten, die sich im Spannungsfeld zwischen gespielten Szenen, dokumentarischem Film und künstlerischer Installation bewegen, wurden auf zahlreichen internationalen Ausstellungen gezeigt, unter anderem am Museum MMK für Moderne Kunst, am Los Angeles County Museum of Art, am The Power Plant Toronto, in der Berlinischen Galerie, im Städelschen Kunstinstitut, in den Staatlichen Kunstsammlungen Dresden und vielen weiteren. Er nahm an der 10. Berlin Biennale (2018), der 11° Bienal do Mercosul (2018) in Porto Alegre, der 3. Bienal de Montevideo (2016) und der 4. Marrakech Biennale (2012) teil.
Seine Filme wurden auf Filmfestivals wie dem International Documentary Film Festival Amsterdam, den Visions du Réel, dem DOK Leipzig oder den Hofer Filmtagen präsentiert.
Sein Film Again – Noch Einmal wurde vom Rundfunk Berlin-Brandenburg, Arte und der Berlin Biennale koproduziert und war 2019 für den Prix Europa als bester Dokumentarfilm nominiert.
Mario Pfeifer wird von der Berliner Galerie KOW vertreten. 2017 gründete er die in Dresden ansässige Filmproduktionsfirma blackboardfilms GmbH & Co.KG.

## Filmografie (Auswahl)
- 2022: Zelle 5 – Eine Rekonstruktion
- 2020: Black/White/Grey
- 2018: Again – Noch Einmal
- 2016: Über Angst und Bildung
- 2016: Corpo Fechado
- 2015: #blacktivist
- 2014: Approximation
- 2010: A Formal Film in Nine Episodes, Prologue and Epilogue
- 2009: Reconsidering The new Industrial Parks near Irvine
- 2008: Yet Untitled [Pieces of Nature]
- 2008: Untitled [Two Guys]

## Einzelausstellungen (Auswahl)
- 2023: Kunsthalle Winterthur
- 2022: KOW, Berlin
- 2022: Pylon Lab, Dresden
- 2021: KOW, Berlin
- 2020: Edith-Russ Haus für Medienkunst, Oldenburg
- 2020: Berlinische Galerie, Berlin
- 2020: Museum Folkwang, Essen
- 2019: The Power Plant, Toronto
- 2018: Kunstsammlungen Chemnitz, Chemnitz
- 2016: Galerie für Zeitgenössische Kunst, Leipzig
- 2016: ACUD, Berlin
- 2015: Fotomuseum Winterthur, Winterthur
- 2015: Ludlow 38, New York
- 2015: KOW, Berlin
- 2015: Circa Projects, Newcastle
- 2014: Museo Nacional Bellas Artes, Santiago de Chile
- 2014: Galeria Macchina, Santiago de Chile
- 2013: KHOJ, Neu-Delhi
- 2013: Project 88, Mumbai
- 2012: Circa Projects, Sunderland
- 2012: KOW, Berlin
- 2011:  Nassauischer Kunstverein, Wiesbaden
- 2010: Weserburg Museum für moderne Kunst, Bremen

## Preise und Auszeichnungen
- 2024 Deutscher Menschenrechts-Filmpreis 2024
- 2023: Hessischer Filmpreis
- 2019: Preisträger des Stipendiums für Medienkunst der Stiftung Niedersachsen am Edith-Russ-Haus, Oldenburg
- 2017: innogy VISIT Award, Essen
- 2012: Celeste Video Art Prize, Rome
- 2011: Salon Video Art Prize, London
- 2010: Video-Kunst-Förderpreis, Bremen

## Monographien (Auswahl)
- 2021: If you end up with the story you started with, then you're not listening along the way; Mousse Publishing
- 2018: Profit over Peace in Western Sahara; Sternberg Press
- 2013: Three Films / Three Photographs; Fotohof edition
- 2011: Reconsidering The new Industrial Parks near Irvine, California by Lewis Baltz, 1974; Sternberg Press

## Publikationen (Auswahl)
- 2023: Radical Film, Art and Digital Media for Societies in Turmoil; K.Verlag
- 2023: Wer Wir Sind | Who We Are; Bundeskunsthalle Bonn
- 2021: Der Katalysator Joseph Beuys und Demokratie heute; Museum Morsbroich
- 2020: Family, me – MUDAM Luxembourg; DCV
- 2019: Empört Euch! Kunst in Zeiten des Zorns; Museum Kunstpalast Düsseldorf; Distanz Verlag
- 2019: Innsbruck International 2020 – Bienal of the Arts
- 2018: 10th Berlin Biennale – We don't need another hero; Distanz Verlag
- 2018: 11° Bienal do Mercosul – O Triāngulo Atlāntic
- 2018: Welcome to the Jungle – Kunsthalle Düsseldorf; Verlag für moderne Kunst
- 2018: after youtube. Gespräche, Portraits, Texte zum Musikvideo nach dem Internet; StrzeleckiBooks
- 2018: Tension & Conflict – Art in Video after 2008, MAAT
- 2017: The Vague Space – Sammlung Christian Schwarm; Museum für moderne Kunst, Weserburg Bremen
- 2017: Buried in the Mix; Kunsthalle Memmingen
- 2014: Give us The Future; Verlag der Buchhandlung Walter König